# Cinengah
Cinengah is een bestuurslaag in het regentschap Bandung Barat van de provincie West-Java, Indonesië. Cinengah telt 5697 inwoners (volkstelling 2010).